# Acrocera bucharica
Acrocera bucharica är en tvåvingeart som beskrevs av Nartshuk 1982. Acrocera bucharica ingår i släktet Acrocera och familjen kulflugor.
Artens utbredningsområde är Uzbekistan. Inga underarter finns listade i Catalogue of Life.